# Christian Stötzner
Christian Stötzner (* 1967 in Leipzig) ist ein deutscher Kantor, Organist und seit 2006 Kirchenmusikdirektor.

## Leben und Ausbildung
Seine erste musikalische Ausbildung am Klavier begann Stötzner, als er 7 Jahre alt war. Von 1977 bis 1986 war er Mitglied des Thomanerchores in Leipzig. Er studierte von 1988 bis 1994 Kirchenmusik an der Hochschule für Musik und Theater „Felix Mendelssohn Bartholdy“ Leipzig, u. a. bei Joachim Dalitz, Hannes Kästner, Arvid Gast (Orgel), Günther Blumenhagen (Dirigieren) und Christine Schornsheim (Cembalo). Nachdem er das Kirchenmusikexamen abgelegt hatte, absolvierte er im Anschluss ab 1994 ein Meisterklassenstudium unter Horst Gurgel in der Fachrichtung Orchesterdirigieren. Das Konzert-Examen erlangte er 1997.
Bereits ab 1995 bis 2002 war Stötzner als Kantor an der Matthäikirche Leisnig tätig, wo er 1997 zum Kirchenmusikdirektor berufen wurde. In seiner dortigen Verantwortung lagen u. a. die Leitung des Leisniger Orgelsommers und der Leisniger Bach-Konzerte. Seit 2002 ist Christian Stötzner Kantor und Organist an der Georgenkirche zu Eisenach, der Taufkirche Johann Sebastian Bachs. Die Verleihung des Titels Kirchenmusikdirektor erhielt er 2006.

## Ergänzendes
Im Jahre 1996 gründete Stötzner den Motettenchor Leipzig, mit dem er in Sachsen und Thüringen auf Tour ging.